# 斉藤学
- 斎藤学
- 齋藤学

斉藤 学（さいとう まなぶ、1963年8月12日 - ）は、茨城県下館市（現在の筑西市）出身の元プロ野球選手（投手）、コーチ。右投右打。
2019年以降の登録名は齋藤 学（読み同じ）。姓については一部報道で「斎藤」と表記されることもある。

## 来歴・人物

### プロ入り前
下妻一高では1年夏からアンダースローの投手になる。2年夏にエースで県大会準優勝、3年夏はノーヒットノーランも達成してベスト4。1982年、青山学院大学に進む。東都大学リーグでは3年生の1984年春に2部リーグでMVP、最優秀投手となり、1年上の小川博投手とチームの1部昇格に貢献。4年次の1985年春季1部リーグ戦では8勝3敗で最優秀投手とベストナインに選出された。1部リーグ通算29試合登板15勝10敗、防御率1.69、147奪三振。スライダーやシンカーが武器。
1985年のプロ野球ドラフト会議で中日ドラゴンズから1位指名を受け入団。清原和博の外れ1位だった。

### 現役時代
実績のあるアンダースロー投手のため即戦力として期待された。
1986年4月18日にプロ初登板を果たした。しかし、初登板から2日後の4月20日の阪神タイガース戦で掛布雅之に死球を与え、掛布は手首を骨折。後日、そのことに責任を感じ、掛布に花束を持って見舞いに行った。この骨折が2年後の掛布引退のきっかけになったと言われている。
1987年にウエスタン・リーグで1位となる防御率1.87を記録。
1988年は10勝6敗でウエスタンの最多勝となる。
1990年に山中潔とのトレードで福岡ダイエーホークスに移籍した。
1991年には開幕当初抑えを務めるなど、プロ初勝利を含めて3勝3セーブを挙げる。しかし、その後は一軍と二軍の往復生活が続いた。
1993年はウエスタンで13勝を挙げ2度目の最多勝となる。
1995年には自己最多の46試合に登板し好成績を残したが、翌年からは再び二軍暮らしとなった。
1997年限りで現役を引退。

### 現役引退後
引退後は、打撃投手、球団広報を経て、2001年にダイエーの二軍投手コーチに就任し2003年から2006年は一軍投手コーチ（ブルペン）。
2008年は育成担当コーチ、2009年から2010年は二軍投手コーチを担当。
2011年から2012年は一軍投手コーチ（ブルペン）を務め森福允彦の才能を開花させた。
その後、2013年は三軍リハビリ担当兼ファーム巡回コーチ、2014年は三軍リハビリ担当兼巡回コーチ、2015年は三軍リハビリ担当コーチ、2016年は三軍投手コーチ兼リハビリ担当コーチ、2017年からは再び三軍リハビリ担当コーチ、2022年・2023年は一軍投手コーチを務め、2023年限りで退任した。なお、2019年以降は登録名を「斉」の字を変更した齋藤 学としていた。
2024年からはファーム担当広報を務める。

## 詳細情報

### 年度別投手成績
| 年 度      | 球 団      | 登 板 | 先 発 | 完 投 | 完 封 | 無 四 球 | 勝 利 | 敗 戦 | セ 丨 ブ | ホ 丨 ル ド | 勝 率 | 打 者 | 投 球 回 | 被 安 打 | 被 本 塁 打 | 与 四 球 | 敬 遠 | 与 死 球 | 奪 三 振 | 暴 投 | ボ 丨 ク | 失 点 | 自 責 点 | 防 御 率 | W H I P |
| ---------- | ---------- | ----- | ----- | ----- | ----- | -------- | ----- | ----- | -------- | ----------- | ----- | ----- | -------- | -------- | ----------- | -------- | ----- | -------- | -------- | ----- | -------- | ----- | -------- | -------- | ------- |
| 1986       | 中日       | 6     | 0     | 0     | 0     | 0        | 0     | 1     | 0        | --          | .000  | 48    | 9.0      | 21       | 4           | 1        | 0     | 1        | 7        | 0     | 0        | 16    | 16       | 16.00    | 2.44    |
| 1987       | 中日       | 7     | 0     | 0     | 0     | 0        | 0     | 0     | 0        | --          | ----  | 35    | 9.0      | 8        | 0           | 1        | 0     | 0        | 8        | 0     | 0        | 2     | 2        | 2.00     | 1.00    |
| 1988       | 中日       | 3     | 0     | 0     | 0     | 0        | 0     | 0     | 0        | --          | ----  | 22    | 4.0      | 8        | 1           | 0        | 0     | 1        | 4        | 0     | 0        | 6     | 3        | 6.75     | 2.00    |
| 1989       | 中日       | 8     | 0     | 0     | 0     | 0        | 0     | 0     | 0        | --          | ----  | 52    | 11.1     | 13       | 2           | 6        | 0     | 1        | 12       | 0     | 0        | 8     | 7        | 5.56     | 1.15    |
| 1990       | ダイエー   | 8     | 0     | 0     | 0     | 0        | 0     | 0     | 0        | --          | ----  | 72    | 12.1     | 26       | 0           | 12       | 1     | 1        | 8        | 0     | 0        | 18    | 16       | 11.68    | 3.08    |
| 1991       | ダイエー   | 26    | 0     | 0     | 0     | 0        | 3     | 5     | 3        | --          | .375  | 180   | 39.2     | 56       | 7           | 9        | 1     | 2        | 23       | 0     | 0        | 30    | 26       | 5.90     | 1.64    |
| 1992       | ダイエー   | 11    | 0     | 0     | 0     | 0        | 1     | 0     | 0        | --          | 1.000 | 64    | 14.2     | 17       | 2           | 3        | 0     | 1        | 4        | 0     | 0        | 10    | 10       | 6.14     | 1.36    |
| 1993       | ダイエー   | 8     | 0     | 0     | 0     | 0        | 0     | 1     | 0        | --          | .000  | 62    | 13.1     | 20       | 2           | 4        | 1     | 1        | 4        | 0     | 0        | 10    | 7        | 4.73     | 1.80    |
| 1994       | ダイエー   | 3     | 0     | 0     | 0     | 0        | 0     | 0     | 0        | --          | ----  | 31    | 7.0      | 9        | 1           | 0        | 0     | 0        | 5        | 0     | 0        | 4     | 3        | 3.86     | 1.29    |
| 1995       | ダイエー   | 46    | 0     | 0     | 0     | 0        | 3     | 3     | 0        | --          | .500  | 196   | 48.2     | 44       | 3           | 11       | 2     | 0        | 26       | 0     | 0        | 17    | 14       | 2.59     | 1.13    |
| 1996       | ダイエー   | 9     | 0     | 0     | 0     | 0        | 0     | 0     | 0        | --          | ----  | 25    | 5.0      | 7        | 1           | 3        | 0     | 0        | 3        | 0     | 0        | 3     | 3        | 5.40     | 2.00    |
| 通算：11年 | 通算：11年 | 135   | 0     | 0     | 0     | 0        | 7     | 10    | 3        | --          | .412  | 787   | 174      | 229      | 23          | 50       | 5     | 8        | 104      | 0     | 0        | 124   | 107      | 5.53     | 1.60    |

### 記録
初記録
- 初登板：1986年4月18日、対阪神タイガース1回戦（ナゴヤ球場）、4回表に2番手で救援登板、2回無失点
- 初奪三振：同上、4回表にリッチ・ゲイルから
- 初勝利：1991年4月16日、対ロッテオリオンズ1回戦（平和台野球場）、10回表無死に3番手で救援登板・完了、1回無失点
- 初セーブ：1991年4月21日、対日本ハムファイターズ3回戦（東京ドーム）、8回裏に2番手で救援登板・完了、2回1失点

### 背番号
- 12（1986年 - 1988年）
- 43（1989年）
- 27（1990年）
- 33（1991年 - 1997年）
- 77（2001年 - 2002年）
- 83（2003年 - 2006年）
- 98（2008年）
- 73（2009年 - 2023年）

### 登録名
- 斉藤 学（さいとう まなぶ、1986年 - 1997年、2001年 - 2006年、2008年 - 2018年）
- 齋藤 学（さいとう まなぶ、2019年 - 2023年）